# Die fliegende Windmühle
Die fliegende Windmühle ist ein Puppentrickfilm der DEFA aus dem Jahr 1981 nach dem gleichnamigen Kinderbuch von Günther Feustel und wurde erstmals am 6. April 1982 aufgeführt.

## Handlung
Das Mädchen Olli schämt sich für ihr schlechtes Schulzeugnis und läuft von zuhause weg. Mit ihren Freunden, dem Hund Pinkus und dem eingebildeten Pferd Alexander, flüchtet sie vor einem Regenschauer in eine alte Windmühle. Dort wohnt ein kauziger Professor, der unter dem Dach der Windmühle an einer Maschine werkelt, die ihre Energie aus Kristallen bezieht. Bei ihm wohnt das mütterliche Krokodil Susi. Als die impulsive Olli im Zorn eine ganze Handvoll Kristalle in die Maschine wirft, entwickelt diese eine solche Kraft, dass die Windmühle abhebt und in den Weltraum fliegt.
Die unfreiwilligen Kosmonauten lernen schnell, die Windmühle im All zu steuern, und erleben Abenteuer auf verschiedenen Planeten.
Auf einem leblosen Steinplaneten verwirrt ein vulkanischer Nebel die Sinne der Reisenden.
Auf einem Mini-Planeten, der immer wieder plötzlich ruckt, entdecken sie sonderbare Spiegel-Ei-Pflanzen. Ein in einen Blumentopf gepflanzter Samen dieses Gewächs bringt jedoch durch sein extremes Wuchern die Windmühle zum Absturz.
Nach der Notlandung auf einem Wasserplaneten treffen sie dort auf kleine freundliche Wesen, die an Frösche erinnern. Die Reisenden helfen ihnen, indem sie einen gefährlichen Vulkanschlot mit dem außerirdischen Rankengewächs verstopfen.
Nach der geglückten Rückkehr auf die Erde ist Ollis Wut verflogen. Sie beschließt Vulkan-Ingenieurin zu werden.

## Kritik
„An amerikanischen Filmvorlagen orientiert, aber mit seinen originellen Einfällen ein anregendes Vergnügen für Kinder.“

Findlingspreis 1983 in der Sektion Animationsfilme.

## Produktion
Der Film wurde in dreijähriger Arbeit im VEB DEFA-Studio für Trickfilme in Dresden als Puppentrickfilm realisiert. Die Animation im Stop-Motion-Verfahren wurde stellenweise durch Gezeichnetes, z. B. Nebelschwaden ergänzt. Die Puppengestaltung lag in den Händen von Horst J. Tappert. 
Sprecher waren Käthe Reichel, Evelyn Opoczynski, Peter Groeger, Volkmar Kleinert und Achim Petry.